# 天主教凯科教区
天主教凱科教區（拉丁語：Dioecesis Caicoënsis），是巴西一個天主教教區，位於北大河州中南部。為納塔爾總教區的附屬教區。
教區成立於1939年11月25日。2006年有教友264,000人，佔總人口95.3%。有廿三個堂區、司鐸四十二人。現任教區主教為安東尼奧·卡洛斯·克魯茲·桑托斯（Antônio Carlos Cruz Santos）。